# Perclorato de litio
El perclorato de litio es un compuesto inorgánico con fórmula LiClO4. Es una sal blanca o incolora que destaca por su alta solubilidad en la mayoría de disolventes. Existe tanto en forma anhidra y como en trihidrato.

## Producción
Puede ser producido mediante la reacción del perclorato de sodio con cloruro de litio. También puede ser obtenido por electrólisis de clorato de litio a 200 mA/cm² a temperatura superior de 20 °C.

## Seguridad
Los percloratos pueden producir explosiones mezclados con compuestos orgánicos.